# حارة النجيمات (صنعاء)

تعديل مصدري - تعديل

حارة النجيمات هي إحدى حارات حي السبعين بمديرية السبعين إحد مديريات العاصمة اليمنية صنعاء، بلغ تعداد سكانها 3064 نسمة حسب تعداد اليمن لعام 2004.